# Тихий Наум Миронович
Наум Миронович Тихий (25 травня 1920 (або 14 вересня 1922), Ємільчине — 27 жовтня 1996, Київ) — український поет, прозаїк, перекладач, лауреат премії ім. Павла Тичини.

## Біографія
Народився 25 травня 1920 р. (за іншими даними, 14 вересня 1922 р.) в містечку Ємільчине на Житомирщині (нині райцентр Житомирської області) в родині містечкового провізора.
У 1937 р. закінчив десятирічку з відзнакою і був без іспитів прийнятий до Київського університету на відділення української філології. У тому ж році батька Н. Тихого було репресовано, як «ворога народу».
Учасник Другої Світової війни. Пішов добровольцем на фронт у липні 1941 р. у складі студентського батальйону.
Воював зв'язківцем, кулеметником, командиром стрілецького взводу. Учасник оборони Києва та Сталінградської битви. Був тяжко поранений. Інвалід війни. Нагороджений орденами Вітчизняної війни 1-го ступеня, Червоної Зірки, медалями «За оборону Києва», «За оборону Сталінграда», «За перемогу над Німеччиною» та ін.
Після демобілізації у 1945 р. повернувся до Київського університету, який закінчив у 1947 р.
Перші вірші поета було опубліковано у 1940 р. По війні Н. Тихий став однією з найпомітніших постатей у групі молодих літераторів, колишніх фронтовиків, яких згодом назвуть «фронтовим поколінням». Своїм літературним учителем Н. Тихий вважав уже визнаного на той час Леоніда Первомайського, який багато уваги приділяв роботі з молодими авторами. Саме за його рекомендацією поет обрав літературний псевдонім Тихий, що згодом став прізвищем.
Перша збірка поезій Н. Тихого «Розмова з друзями» вийшла 1947 р. У тому ж році його було прийнято до Спілки письменників країни. Автор 30-ти поетичних збірок, серед яких «Розмова з друзями» (1947), «Листи з гуртожитку» (1949), «Будівничі» (1952), «Любов і труд» (1956), «Що серце знає» (1958), «Колиска на вітрах» (1964), «З усіх доріг» (1968), «Цілую хліб твій» (1972), «Будень вічної вулиці» (1979), «Будь славен день» (1980), «Понад озимим полем» (1984), «Щоб не згас вогонь» (1989), «Вибране: поезії» (1990), «Седмиця» (цикл з семи драматичних поем) (1995), «Смак осіннього вітру» (1996).
Прозові твори Н. Тихого — романи «В дорогу виходь на світанні» (1959), «Рахунок за сонце» (1970); нариси тощо.
Вірш «Молитва за Україну» (1992), у якому злиті воєдино почуття єврея за походженням і українського патріота за способом життя і мислення — можна було б покласти серед перших блоків у фундаменті поліетнічної української політичної нації.
Н. Тихий помер 27 жовтня 1996 р. Похований на Байковому цвинтарі у Києві.

### Творчість
Творчий шлях Н. Тихого поділяється на два етапи.
Перший, позначений низкою поетичних збірок і романом «В дорогу виходь на світанні», при всій яскравості образів, високому рівні версифікації, та якості письма, не виходить за рамки традиції соціалістичного реалізму. У ній не можна було обійтись без кількох віршів або поем про великого Сталіна і про будівничих «світлого комуністичного майбуття».
1964 рік — початок принципово нового етапу у творчості Н.Тихого. Збірка «Колиска на вітрах» — це вже поезія художника-філософа, що за визначенням стоїть вище ідеологічних штампів. Саме глибиною думки, яка напрочуд природно витікає з відчуття, з емоції, позначений доробок Н. Тихого від 1964 р. і до кінця життя.
Цикл з семи драматичних поем «Седмиця» — творчий підсумок поета, над яким він працював протягом 20 років: з 1975 до 1995 року. В український літературі до того цим надскладним жанром так масштабно послуговувалася лише Леся Українка у «Лісовій пісні».
Роман «Рахунок за сонце» (1970 р., перевидання 1978 р.) написаний на основі власних фронтових спогадів поета. Проте багато у чому твір є експериментальним для свого часу: за композицією, образними засобами, ритмом прози. Головний персонаж роману Сергій Лимаренко живе начебто у двох вимірах: зовні тихі, насправді ж сповнені колізій будні глибокого тилу — і болючі спомини про кровопролитні бої його батальйону в ворожому оточенні у серпні 1942 року, громохке ревище вогняних нальотів, шал атак,.
Н. Тихий багато перекладав українською з мов народів СРСР. Особливо великий його внесок у перекладі їдишистських поетів — Давида Гофштейна, Переца Маркіша, Риви Балясної тощо.

## Пам'ять

Меморіальна дошка Науму Тихому на вулиці М. Коцюбинського, 2 у Києві

На будинку по вул. Михайла Коцюбинського, 2 у Києві у 2006 р. встановлено меморіальну дошку. Скульптор Олександр Кузьмін.
На батьківщині Наума Тихого в Ємільчиному його іменем названо одну із центральних вулиць.